# Peliala demonalis
Peliala demonalis är en fjärilsart som beskrevs av William Schaus 1904. Peliala demonalis ingår i släktet Peliala och familjen nattflyn. Inga underarter finns listade i Catalogue of Life.